# Michael Landy
Pour les articles homonymes, voir Landy (nom de famille).
Michael Landy, né en 1963 à Londres, est un artiste plasticien contemporain, surtout connu pour ses installations.

## Biographie
En 1988, il est diplômé en art au Goldsmith's College. La même année, il devient membre des Young British Artists et commence à exposer.
Il attire bientôt l'attention avec des installations conceptuelles, comme Scrapheap Services où des employés fictifs sont chargés de nettoyer une galerie d'art. Il se fait ensuite connaître du grand public avec Break Down, en 2001, tenu dans un magasin de la rue Oxford à Londres. Landy y rassemble l'entièreté de ses possessions, vêtements, meubles, ustensiles, œuvres d'art, voiture et même certificat de naissance, en fait le recensement minutieux (7 227 articles en tout) avant de les détruire en public avec l'aide d'une dizaine d'assistants. L'événement attire plus de 45 000 personnes, mais laisse l'artiste sans argent et sans aucun bien.
Le 29 mai 2008, il publie Michael Landy: Everything Must Go!, une compilation des vingt ans de sa carrière d'artiste, et est fait membre de l'Académie royale des arts à Londres.
Art Bin, en 2010, est une installation où le public et les collectionneurs sont invités à y jeter les œuvres d'art qui ne leur plaisent pas.
En 2013, il expose à la National Gallery à Londres une série de sculptures interactives et des tableaux, basés sur la vie des saints et leur représentation à travers l'histoire de l'art. Auparavant, en 2009, la National Gallery avait invité Landy à devenir le 8e artiste associé de la fondation Rootstein Hopkins.

### Vie privée
En 2010, Michael Landy s'est marié avec l'artiste Gillian Wearing.

## Articles
- Avec Dominique Fury, Gaël Peltier, et François Michaud, « Détruire, dit-elle », Perspective, 2 | 2018, 85-104 [mis en ligne le 30 juin 2019, consulté le 31 janvier 2022. URL : http://journals.openedition.org/perspective/11225 ; DOI : https://doi.org/10.4000/perspective.11225].